# Андало
А̀ндало (на италиански: Andalo, на местен диалект: Andel, Андел) е село и община в Северна Италия, автономна провинция Тренто, автономен регион Трентино-Южен Тирол. Разположено е на 990 m надморска височина. Населението на общината е 1060 души (към 2015 г.).